# Hof Bärwinkel

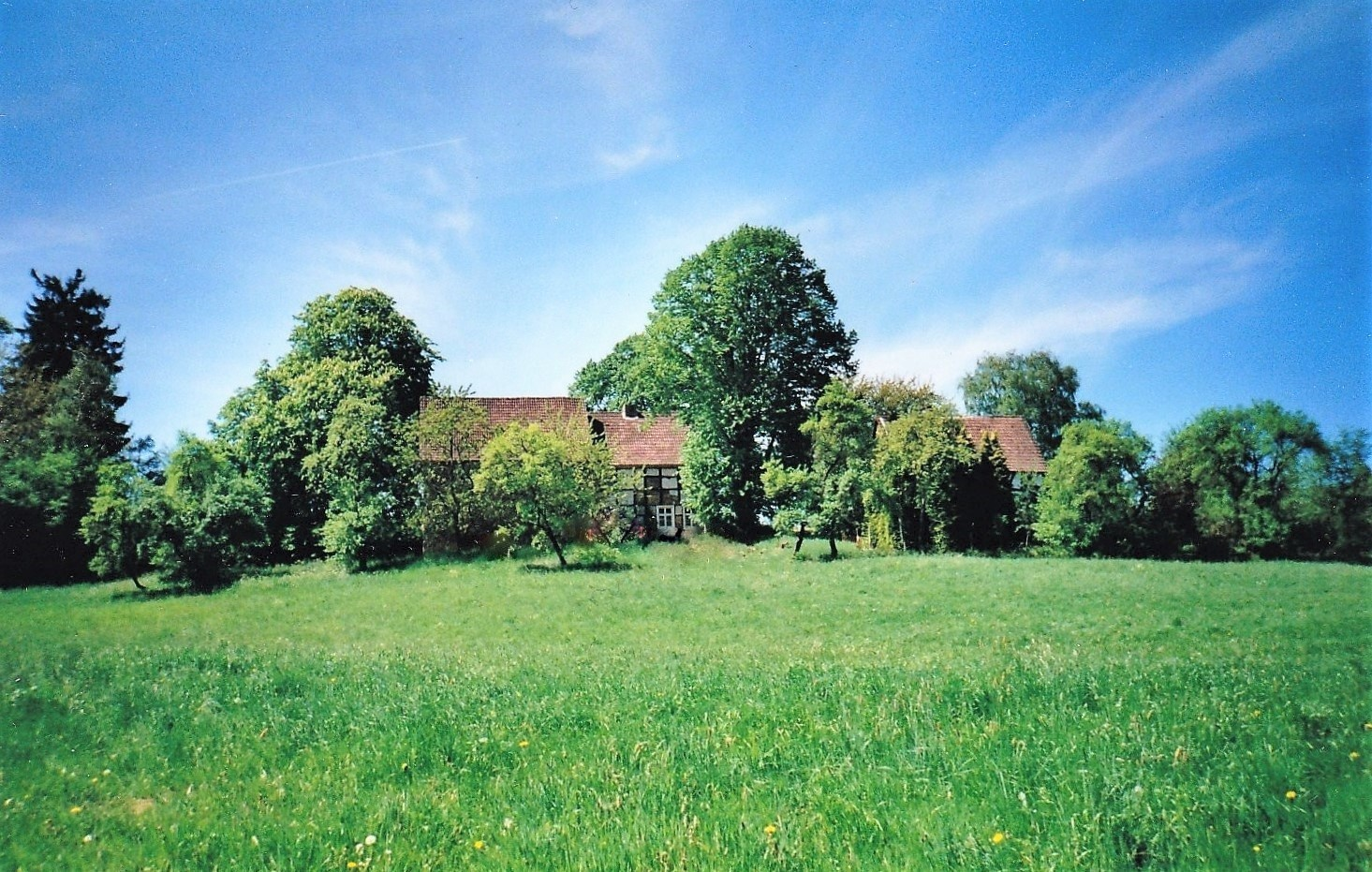
Blick auf den Hof Bärwinkel

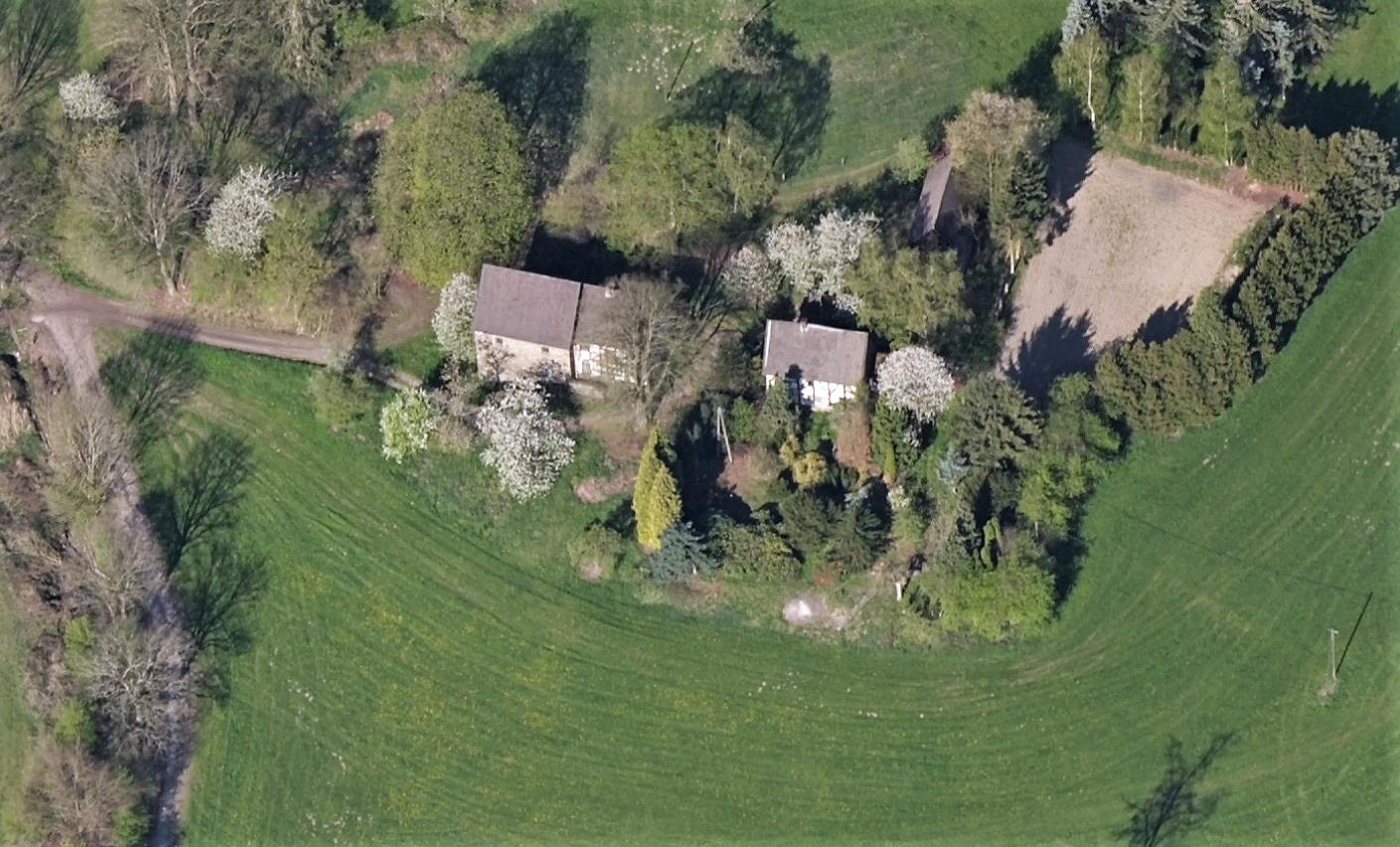
Schrägluftbild Hof Bärwinkel

Der Hof Bärwinkel ist ein historischer Bauernhof an der Felderbachstraße 103 im Hattinger Stadtteil Oberelfringhausen (Nordrhein-Westfalen). Die Hofgebäude liegen oberhalb vom Felderbach, etwa 600 m abseits der Felderbachstraße und sind über einen Wald-/Wanderweg erreichbar.

## Geografie
Der Hof, umgeben von Wäldern, Wiesen und Feldern, liegt im Landschaftsschutzgebiet Niederbredenscheid/Elfringhausen und zu einem kleineren Teil um den Felderbach im Landschaftsschutzgebiet Felderbachtal/Paasbachtal/Deilbachtal. Eine Sommerlinde, eine Stieleiche und zwei Rotbuchen sind als Naturdenkmäler ausgewiesen. Der Wanderweg (Kreiswaldweg) durch den Bärwinkel wurde von der Gemeinde in der zweiten Hälfte des 20. Jahrhunderts neu angelegt und über den Felderbach eine Brücke gebaut. Sie ersetzte die frühere Furt und den schmalen Holzsteg über den Bach. In direkter Nachbarschaft zum Hof liegen westlich der Lindenhof und etwas weiter südöstlich die Hofschaft Fahrentrappe.

## Geschichte
Erstmals wurde der Hof Bärwinkel 1220 als Lehnshof Berewinkel, mansus im Urbar der Reichsabtei Werden erwähnt. Vermutlich sind die Vorfahren der Familie Bärwinkel um 1200 als Siedler aus dem Osten der sächsischen Stammesgebiete hierher eingewandert.
Vielleicht kamen sie durch Vermittlung des Werdener Schwesterklosters St. Ludgeri in Helmstedt nach Elfringhausen? Im Jahr 1297 konnten sie vom Kloster Werden den Hof Berenwinkel kaufen und befindet sich bis heute in Familienbesitz.
Der Felderbach der durch den Bärwinkel fließt hieß früher Farnthrapa und wurde schon im Jahr 837 in einer Schenkungsurkunde erwähnt. Zu dieser Zeit war hier noch Urwald, der sogenannte Wagneswald. Die ersten nachweislichen Rodungshöfe in Elfringhausen wurden im Jahre 1005 erwähnt. Wann es an der Stelle des heutigen Hofes Bärwinkel zu einer Rodung kam, ob der Hof schon vorhanden war und von ihnen übernommen wurde, oder ob er von ihnen damals erbaut wurde, ist nicht bekannt. Auch nicht die Höhe der Abgabe an das Kloster, vermutlich aber der damals übliche erwirtschaftete zehnte Teil.
Zusammenhängende Berichte über die Geschichte der Familie in älterer Zeit fehlen. Sicher haben sie sich aber auf dem abgelegenen Hof von alters her nur der Bewirtschaftung und Bebauung der eigenen Scholle gewidmet. Wie die meisten westfälischen Bauerngüter war durch das Anerbenrecht der Hof Bärwinkel nach Hattinger Hofesrecht unteilbar und kam immer an einen Sohn.
Die Wohnstätte bzw. der Familienname wurde über Jahrhunderte unterschiedlich mit Berewinkel (1220), op den Berenwinckel (1486), Beerwinkel (1615/1827), Beerenwinckel (1633), Berwinkel  (1651), Behrwinckel (1738), Berewinckel (1773), Baerwinkel (1825) und erst ab 1868 mit Bärwinkel geschrieben. Der Zusatz „op den“ im Jahr 1486 bedeutet, dass es sich um den Hofnamen handelte, der dann im Laufe des 16. Jahrhunderts Familienname wurde. Der Name entstammt älteren Sprachperioden und so kann eine heutige Deutung mit Beeren oder Bär nicht überzeugen. In Köblers Altsächsischem Wörterbuch wird das Bestimmungswort bere als Baum, Wald oder Hain, das Grundwort winkil als Winkel oder Ecke bezeichnet. Die Namenkundler Udolph und Flöer vermuten in bere auch ein altgermanisches Wort für Wald. Die Lage des Hofes bestätigt diese Vermutung und kann somit als „Waldwinkel“ gedeutet werden.
Der Hof gehörte ehemals in der Grafschaft Mark, Amt Blankenstein, Kirchspiel und Gogerichtsbezirk Hattingen zur Bauerschaft Elffrinckhuysen. Im Schatzbuch der Grafschaft Mark von 1486 wurde in der Bauerschaft mit 24 Steuerpflichtigen ein Sroeder op den Berenwinckel mit einer Abgabe von 6 oirt (1½ Goldgulden) genannt. Die Steuer bezog sich nicht auf die Fläche, sondern auf den Wert des Gutes. Demnach hatte der Hof 1486 einen Wert von 37½ Gulden. Laut Dienstgeldregister des Hauses Blankenstein von 1685 wurde der Hof Berenwinckell mit einem geringen Albus-Betrag besteuert. Zusätzlich gab der Hof sicher auch an die Kirche eine Abgabe (Naturalien/Zehnt). Die Mühle auf Hof Fahrentrappe besaß die Mahlgerechtigkeit.
Seit der Zeit als die Hattinger Kirchenbücher im Jahr 1614 beginnen, sind im Tauf- und Heiratsregister der evangelischen Kirchengemeinde Hattingen Urkunden über die Familie Bärwinkel vorhanden. Als Erster erscheint ein Joisten Beerwinkel, geboren um 1590. Ersteinträge bei Taufe waren die Zwillinge Anna und Henricus Berwinckel am 12. Juli 1615 und bei Heirat Margreta Beerwinkel mit Jurgen Am Unffer aus Bredenscheid am 4. November 1615. Geheiratet wurden überwiegend die Söhne oder Töchter der Bauerngüter aus der Elfringhauser Nachbarschaft. So z. B. von 1628 bis 1904 Ehepartner aus den Höfen Bitters, Bönnkes, Grünenthal, Hoppmann, Köllersberg, Kuhlendahl, Mellbeck, Niederhuxelmann, Siepermann, Striebeck oder Rommel/Kinkhausen. Johann Peter Baerwinkel (1825–1876), verheiratet mit Maria Catharina Striebeck, war von Beruf Bandwirker.
Die Kinder der Familie Bärwinkel gingen seit ihrem Bestehen um 1700 in die Elfringhauser Volksschule. Laut einer Schulchronik wurde am 27. Januar 1895, anlässlich des Geburtstages Kaiser Wilhelms II., dem besten Schüler Gustav Bärwinkel (geb. 6. Mai 1882) ein Schriftchen „Kaiser Wilhelm II.“ vom Kreisschulinspektor übergeben.
Gesprochen wurde auf Hof Bärwinkel Plattdütsch. Verstorbene Familienmitglieder wurden noch bis in die 1950er Jahre im Haus aufgebahrt. Nach der Trauerfeier mit dem Pastor wurde der Sarg, mit Pferd und Wagen und nachfolgendem Leichenzug, auf dem Friedhof bestattet. Einen Stromanschluss gab es ab 1908, die Wasserversorgung erfolgte über einen hofeigenen Brunnen. Abwässer liefen in eine Sickergrube oder versickerten in dem zum Felderbach abfallenden Wiesen. Erst mit dem Bau einer Betongrube im Jahr 2013 wurde dies an die heutigen Verhältnisse angepasst.

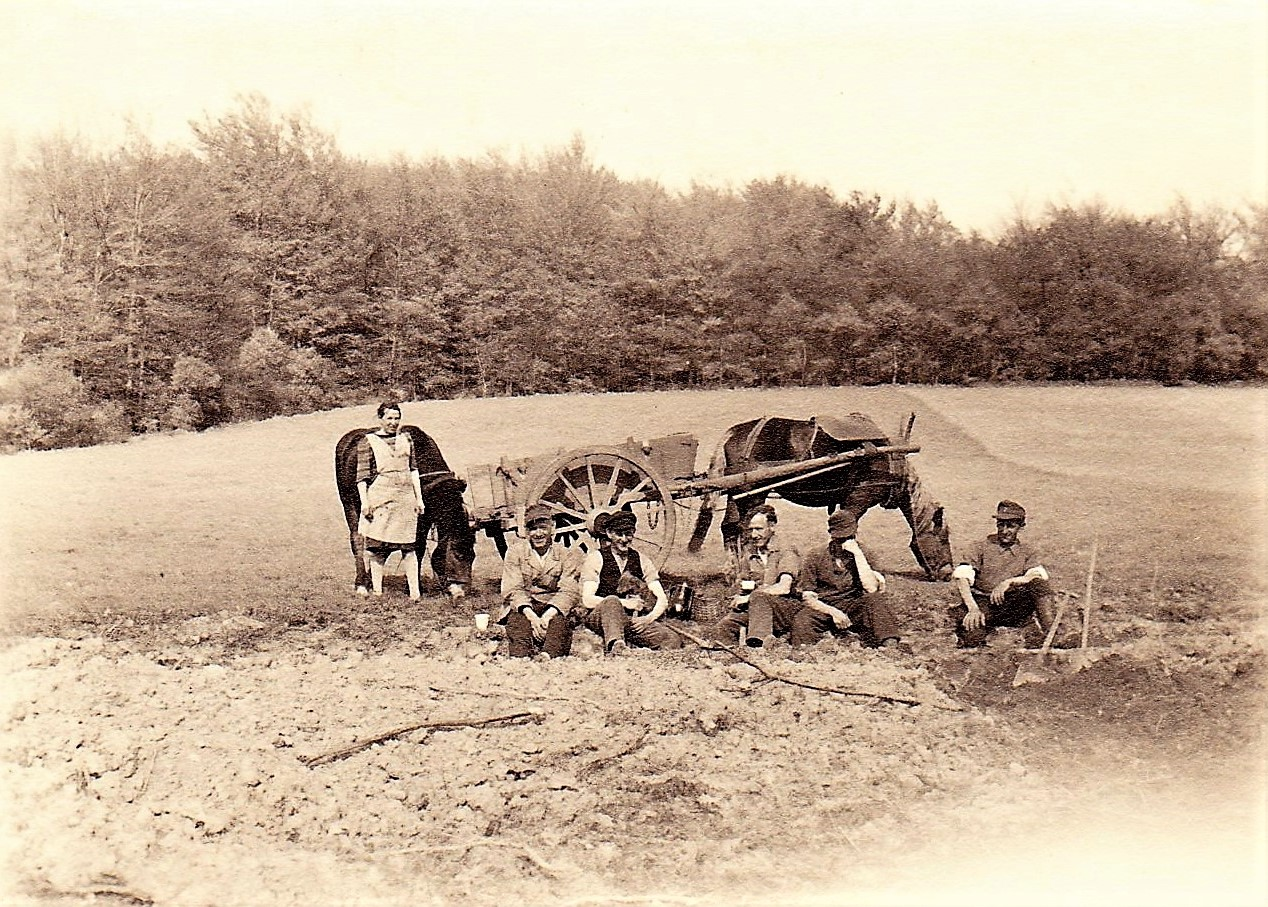
Feldarbeit auf Hof Bärwinkel

Als Ende des Zweiten Weltkrieges viele Höfe in Elfringhausen durch Bombardierung abbrannten oder bei Kämpfen im Ruhrkessel zerstört wurden, blieb der Hof Bärwinkel verschont, es fiel durch Erschütterung eines Artilleriegeschosses lediglich ein Wappenteller von der Wand. Auch Gefallene gab es in der Familie zum Glück nicht. Emil Bärwinkel (1915–1996) war als Unteroffizier in Polen gewesen, Hugo Bärwinkel (1906–1968) als Soldat in Norwegen. Während des Krieges wurden sicher auch, wie auf den meisten Bauernhöfen damals, zur Erntezeit dem Hof Fremd- bzw. Zwangsarbeiter zugewiesen.
Die mehrere Hundert Jahre alten Hofgebäude bestehen aus einem Fachwerk-Wohnhaus mit Kühlkeller und einem angebauten Stallgebäude aus Bruchstein. Oberhalb davon befand sich früher separat ein Schweinestall aus Bruchstein und eine Streuobstwiese. Zehn Meter entfernt vom Wohnhaus befindet sich der Fachwerk-Kotten mit angebautem kleinen Backhus, oberhalb davon die Holzscheune. Der Kotten war ehemals das Leibzüchterhaus (Altenteil) des Hofes. Unterhalb gab es einen Bauerngarten mit Beet-Einfassungen aus Buchsbaum. Zwei Baumschulen wurden Anfang des 20. Jahrhunderts nördlich vom Kotten und westlich vom Felderbach angelegt. Anfang der 1950er Jahre gab es in der Tierhaltung noch zwei Kaltblüter, zehn Schwarzbunte Kühe, sechs Schweine, eine Ziege, Gänse, Hühner und Stallkaninchen. In dieser Zeit kamen auch noch in unregelmäßigen Abständen Scherenschleifer und Kiepen-Händler auf den abgelegenen Hof.
Wie die meisten Elfringhauser Höfe war der Hof Bärwinkel ein Selbstversorgerbetrieb. Laufende Einnahmen kamen nur aus dem Überschuss der Erzeugung und über die Milchwirtschaft. Die Milch wurde täglich in Kannen per Pferdefuhrwerk zur Landstraße gebracht. Dort standen in größeren Abständen Holztische auf die die Milchkannen zur Abholung bereitgestellt wurden.
Das Reichserbhofgesetz (Höferolle) von 1933 ergab für den Hof von Friedrich Wilhelm Bärwinkel (1868–1945) eine Größe von 26,68 ha. In den 1990er Jahren wurde die Landwirtschaft aufgegeben und die Flächen verpachtet.
Paul Bärwinkel (1922–1991) betrieb in den 1950er Jahren in Elfringhausen die Gaststätte Vorberg und errichtete und betrieb ab 1962 das Café-Restaurant „Haus Bärwinkel“ am Höhenweg 38.